# Eremias quadrifrons
Espèce
Synonymes
- Podarces quadrifrons Strauch, 1876

Eremias quadrifrons est une espèce de sauriens de la famille des Lacertidae.

## Répartition
Cette espèce est endémique de Mongolie-Intérieure en Chine. Elle se rencontre dans le désert d'Ala Shan.

## Publication originale
- Prjevalski, 1876 : Mongoliya i Strana Tangutov. Tryokhletneye puteshestviye v Vostochnoj Nagoruoj Asii. Société géographique impériale de Russie.